# 일본어의 2인칭
일본어의 2인칭은 대칭(對稱)이라고도 하며 일본어의 1인칭과 마찬가지로 화자와 청자의 사회적 지위령 및 친소관계에 따라 구별하여 사용해야 하는 것이 특징이다. 공통어(도쿄 지역어를 토대로 하는 표준 일본어)에서는 한국어와 마찬가지로 유럽의 언어에서 사용되는 범용 2인칭 대명사(영어: you, 프랑스어: tu/vous등에 해당하는)가 존재하지 않는다. 공통어외의 방언에 따라서는 범용 2인칭 대명사에 해당하는 어휘가 있는 경우도 있으나, 예외적이며 일반적으로 이름이나 경칭을 붙여 호칭한다.
가장 오래된 2인칭 대명사는 일본서기(니혼쇼키)에 등장하는 나(な)이나, 이것도 본래 1인칭에서 전용된 것이라 한다. (나중에 나레, 나무치, 난지 등으로 어형이 변화하면서 2인칭용법으로만 사용됨)
또한 일본어의 2인칭은 그 단어에 담겨진 존경의 정도가 시간이 지남에 따라 낮아지는 경향을 보인다.  당신에 해당하는 ‘아나타’(あなた)는 원래 貴方(귀하신 분)이었고, 너에 해당하는 ‘오마에’(おまえ)는 원래 御前(앞에 계신 분)로 각각 존칭에 해당했으나, 오늘날에는 평말'에 지나지 않는다. 극단적인 예로는 경칭에서 네놈, 네녀석 정도로 해석되는 비칭으로 격하된 ‘기사마’(貴様)가 있다. 또한 당신이라고 해석되는 '키미'(君)가 있다.

## 보통
- 아나타(貴方)

한국어 ‘당신’의 용법과 비슷한 대표적인 2인칭 대명사이다. 부모 및 친척, 선생님에게 사용하면 실례가 되며, 남발하는 것은 좋지 않다. 지방에 따라서 부모에게도 아나타에 해당하는 어휘를 사용하는 경우가 있다.
- ~군(～君)

상대의 성이나 이름에 붙이거나 친밀함을 표현할때는 별명의 일부로서 사용하기도 한다. 본래 성별에 관계없이 아랫사람에게 사용되는 경칭이나, 근래 학교에서는 여성에 대해서는 ‘~상’(～さん)으로 호칭하는 경우가 많아졌으며, 학교 이외에도 여성에 대해 사용하는 경우가 점점 없어지고 있다.
- 소치라(そちら)

잘 모르는 상대방을 완곡하게 표현하는 말.‘사마’(様)를 붙여 소치라사마와 같이 격식있는 표현으로 쓸 수도 있다.
- 오타쿠(お宅)

상대가 개인이 아닌 경우(회사등의 조직)에도 사용한다. 오타쿠의 어원이기도 하다.
- ~산(～さん ~상[*])

‘사마’(様)가 변한 말로서, 상대방의 성과 이름에 붙여 사용할 수 있다. 가벼운 경의를 표현하며, 남녀노소를 가리지 않고 편리하게 사용할 수 있는, 일본에서 가장 일반적인 2인칭(경칭)이다.

## 같이 보기
- 일본어의 1인칭